# Кихпиныч
Кихпи́ныч — действующий стратовулкан в восточной части полуострова Камчатка. Относится к восточному вулканическому поясу.

## Общая информация

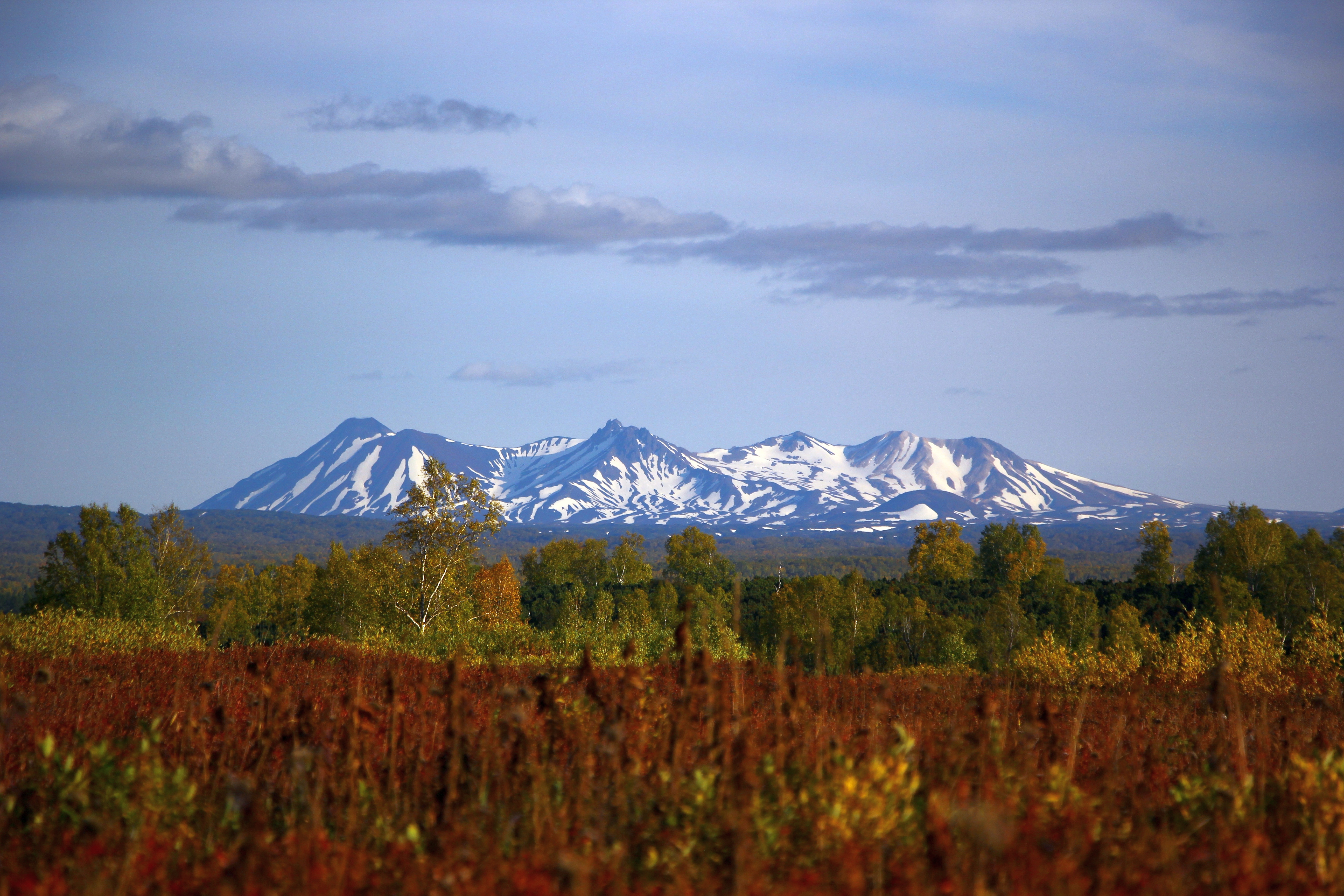
Вид на Кихпиныч из долины реки Унана

Расположен на территории Кроноцкого заповедника в 28 километрах к югу от озера Кроноцкого. Состоит из собственно вулкана Кихпиныча и сопки Жёлтой — дацитового вулкана высотой 1532 метра. Кихпиныч состоит из двух сросшихся стратовулканов разного возраста: молодого конуса Савича, сформированного порядка 1400 лет назад и более старого конуса Западного возрастом около 4800 лет. Высота конусов — 1552 и 1500 метров соответственно, диаметр основания — около 70-100 километров. Имеет кратер диаметром 75 метров и глубиной до 30 метров. Из горных пород — в первую очередь базальты, реже — андезито-базальты.
С западного склона вулкана стекает река Гейзерная, образующая каньон глубиной 200 м, с восточного склона — ручей Шлаковый и несколько безымянных ручьёв. К юго-западу от Кихпиныча, по течению Гейзерной, начинается знаменитая Долина гейзеров — одно из наиболее крупных гейзерных полей мира и единственное в Евразии. Ближайший к вулкану гейзер Верхний находится всего в 1,5 километрах от западного подножья.
Первое после формирования извержение имело место около 1400 лет назад, когда произошёл мощный взрыв, почти полностью разрушившей находящийся чуть к юго-западу вулкан Пик и сильно повредивший конус Западный. Последующая за взрывом активность привела к образованию конуса Савича. Следующий период активности начался около 1300 лет назад и продолжался почти 200 лет. После этого следовал период затишья, пока около 1000 лет назад активность не возобновилась. Последнее извержение произошло предположительно 600 лет назад, в исторический период извержений более не наблюдалось.
Первооткрывателем Кихпиныча является российский геолог и исследователь Камчатки — Карл Дитмар, побывавший тут в 1851—1855 годах.

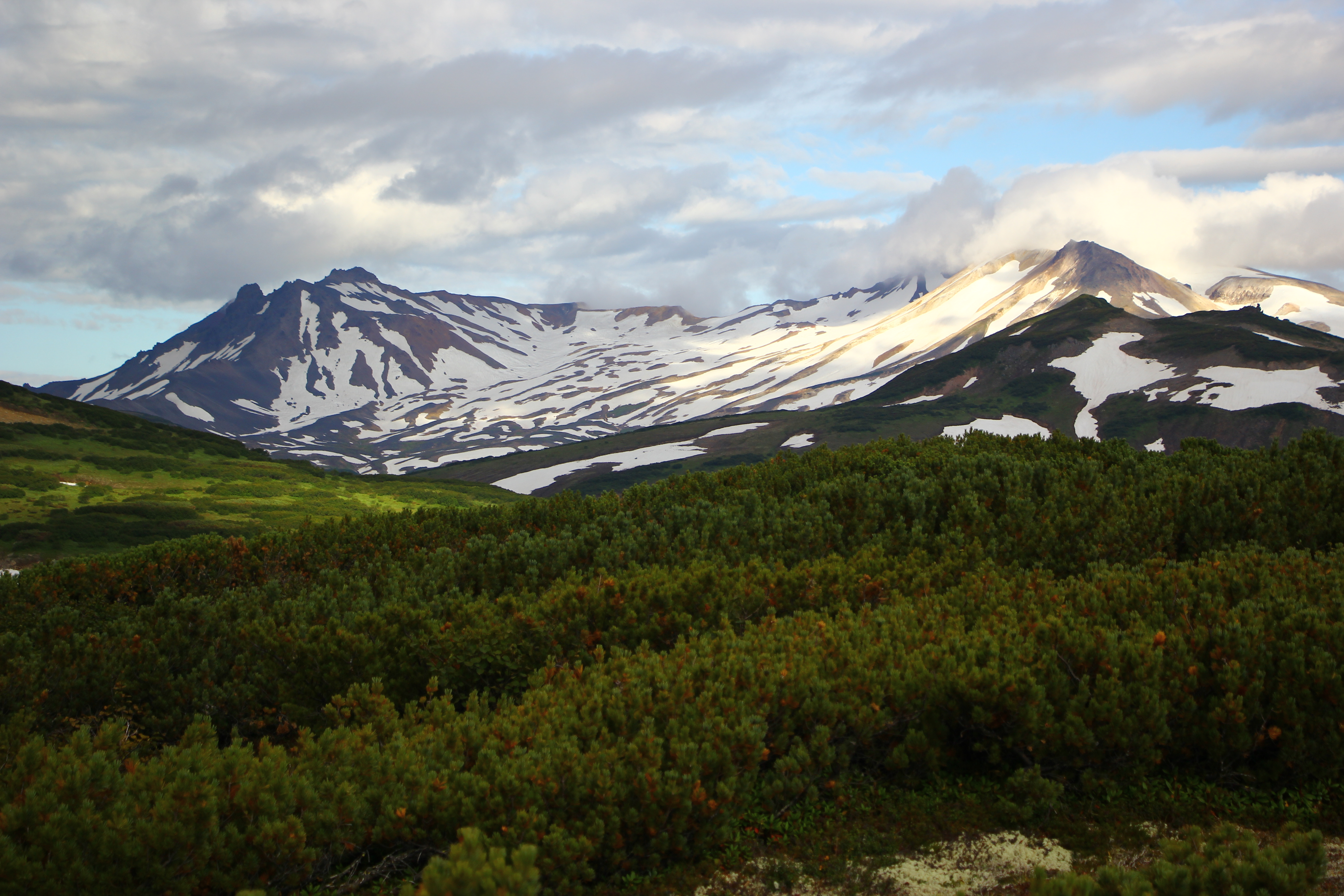
Вид на Кихпиныч с тропы "Узон-Долина Гейзеров"

## Ороним
Название вулкана происходит предположительно от ительменского кыхкыг (гром) и пангыч  (огонь), означающих вместе — огнедышащая гора, что связано возможно с былой активностью вулкана. По мнению первооткрывателя вулкана название связано с ительменскими ких (река) или киг (море) и панич (огонь), вместе — огненная река.

## Камчатская «долина смерти»
При основании вулкана, в верхней части реки Гейзерной расположена так называемая «долина смерти», обнаруженная впервые в 1975 году зоологом В. Каляевым и вулканологом В. Леоновым. Она имеет 2 км в длину и несколько сотен метров в ширину. Среди погибающих здесь животных — вороны, лисицы, медведи, полевки, росомахи, трясогузки. Большинство погибает на участке размером несколько десятков на сотню метров. Причина смерти — удушье. В выходящих из земли газах большую часть составляет углекислый газ, много сероводорода, эти газы накапливаются и оказывают медленное отравляющее действие. Есть свидетельства о присутствии и более быстродействующих отравляющих газов — предположительно, синильной кислоты (цианистого водорода) и её производных, которые также могут убивать птиц и млекопитающих, которые окажутся неподалёку, вызывая паралич дыхательного центра.